# Kampf-oder-Flucht-Reaktion
Kampf-oder-Flucht-Reaktion (englisch fight-or-flight response, vgl. fight or flight „Kampf oder Flucht“) ist ein von dem US-amerikanischen Physiologen Walter Cannon (1915) geprägter Begriff. Die Konfrontation-oder-Flucht-Reaktion beschreibt die rasche körperliche und seelische Anpassung von Lebewesen in Gefahrensituationen als Stressreaktion.

## Physiologie
Die zugehörigen neurobiologischen Abläufe erforschte Cannon an der Reaktion von Tieren auf Bedrohung. Die Ausgangsbasis seiner wissenschaftlichen Arbeit war sein Interesse an den Hintergründen der häufig auftretenden Posttraumatischen Belastungsstörung bei Soldaten während und nach dem Ersten Weltkrieg.
Während der Kampf-oder-Flucht-Reaktion veranlasst das Gehirn, dass Impulse durch Nervenbahnen des vegetativen Nervensystems an das Nebennierenmark gesendet werden, die dort eine schlagartige Freisetzung von Adrenalin bewirken, das u. a. das Herzminutenvolumen, die Körperkraft (Muskeltonus) und die Atemfrequenz erhöht. Bei einer Dauerbelastung werden zusätzlich stoffwechselanregende Hormone wie Cortisol von der Nebennierenrinde ins Blut abgegeben, da das Adrenalin zwar sofort, aber nur für kurze Zeit wirksam ist. Diese Reaktionen liefern die Energie für überlebenssicherndes Verhalten, das einer Stresssituation bei Tieren unter artgemäßen Bedingungen angemessen ist: Konfrontation oder Flucht.
Beim Menschen kann ein „Adrenalinstoß“ in Gefahrensituationen mit körperlichen Anforderungen sehr hilfreich sein, jedoch kommt es im Zusammenhang mit dem Kampf-oder-Flucht-Syndrom häufig auch zu Affekthandlungen.
Die Kampf-oder-Flucht-Reaktion beruht auf einer positiven Rückkopplung zwischen Nebennierenmark und Sympathikus. Impulse des Sympathikus veranlassen eine Ausschüttung von Adrenalin und Noradrenalin. Noradrenalin ist der Neurotransmitter des Sympathikus, weshalb dieser dadurch noch mehr Impulse geben kann, sodass noch mehr Neurotransmitter ausgeschüttet werden.
Zu lang andauernder Stress kann zu Schäden oder zum Zusammenbruch des Organismus führen (siehe auch Allgemeines Anpassungssyndrom).

## Erweiterungen

### Freeze, flight, fight, or fright
Jeffrey Alan Gray erweiterte 1988 die Sequenz. Die freeze-Phase zeichnet sich aus durch eine erhöhte Aufmerksamkeit (Hypervigilanz) und Bewegungslosigkeit. Der Grund für das Erstarren ist die Hoffnung, vom Raubtier übersehen zu werden, da die Augen am ehesten auf Bewegung ansprechen. Die Sequenz flight-or-fight hat Gray gegenüber Cannon umgedreht, da dieses eher dem Verhaltensmuster entspricht. Wenn weder Flucht noch Kampf eine realistische Option sind, kann die Phase fright, also Furcht, eintreffen. Diese geht einher mit einer tonischen Immobilität (Muskellähmung) mit der Intention, sich tot zu stellen. Die Sequenz wurde von H. Stefan Bracha um eine weitere Stufe faint (ohnmächtig werden) erweitert.

### Tend-and-befriend-Reaktion
Neuere Forschungen stellen einen Unterschied der Stressreaktion bei Mann und Frau heraus. Die Kampf-oder-Flucht-Reaktion trifft auf beide zu, ist bei der Frau jedoch schwächer ausgeprägt, sie schließt sich in Gefahrensituationen beispielsweise eher schutzbietenden Gruppen an (Cohen & Wills 1985). In diesem Kontext prägte Shelley Taylor (psychology professor, University of California, Los Angeles) in den späten 1990ern den Begriff „Tend-and-befriend“ als eine mögliche Antwort der Frau auf Stress: den Nachwuchs beschützen (tend) und Freundschaft anbieten (befriend).
Anthony R. Mawson postuliert, dass – gerade auch im Fall von Katastrophe und Massenpanik – die typische Antwort auf Bedrohung und Gefahr nicht Kampf oder Flucht, sondern die Suche nach stärkerem sozialen Anschluss sei.

### Freeze, flight, fight, flirt, fiddle bei Hunden
Auf das Verhalten von Hunden bezogen wurde die Sequenz auf fight, flight, freeze, flirt, fiddle erweitert, wobei sich fiddle (herumspielen) auf ein Herumalbern bzw. auf Übersprunghandlungen bezieht.